# Ivan Savickij
Ivan Aleksandrovič Savickij (in russo Иван Александрович Савицкий?; Groznyj, 6 marzo 1992) è un ex ciclista su strada e pistard russo.

## Palmarès

### Strada
- 2014 (Russian Helicopters, una vittoria)

Campionati russi, Prova in linea Under-23
- 2015 (RusVelo, otto vittorie)

2ª tappa Grand Prix of Sochi (Soči > Soči)
3ª tappa Grand Prix of Sochi (Soči > Soči)
1ª tappa Tour of Kuban (Novorossijsk > Nebug)
1ª tappa Tour de Serbie (Zaječar > Zaječar)
2ª tappa Tour de Serbie (Požarevac > Požarevac)
4ª tappa Tour de Serbie (Vršac > Belgrado)
Classifica generale Tour de Serbie
4ª tappa Tour of Qinghai Lake (Lago Qinghai > Gangcha)
- 2017 (Gazprom-RusVelo, una vittoria)

4ª tappa Okolo Slovenska (Trnava > Trnava)
- 2018

6ª tappa Friendship People North-Caucasus Stage Race

#### Altri successi
- 2013 (RusVelo)

Classifica giovani Baltic Chain Tour
- 2015 (RusVelo)

Classifica a punti Grand Prix of Sochi
Classifica a punti Tour de Serbie

### Pista
- 2009

Campionati europei, Inseguimento a squadre Junior (con Konstantin Kuperasov, Viktor Manakov e Aleksandr Petrovskij)
Campionati del mondo, Inseguimento a squadre Junior (con Konstantin Kuperasov, Viktor Manakov e Matvej Zubov)
- 2012

Campionati europei, Inseguimento a squadre Under-23 (con Viktor Manakov, Matvej Zubov e Nikolaj Žurkin)
- 2013

3ª prova Coppa del mondo 2012-2013, Inseguimento a squadre (Aguascalientes, con Evgenij Kovalëv, Aleksandr Serov e Nikolaj Žurkin)
Campionati russi, Inseguimento a squadre (con Artur Eršov, Evgenij Kovalëv e Aleksandr Serov)
Campionati russi, Americana (con Viktor Manakov)
- 2015

Memorial Alexander Lesnikov, Scratch (Mosca)

## Piazzamenti

### Grandi Giri
- Giro d'Italia

2016: 104º
2017: ritirato (15ª tappa)

### Classiche monumento
- Milano-Sanremo

2017: 75º

### Competizioni mondiali
- Campionati del mondo su strada

Bergen 2017 - In linea Elite: ritirato
- Campionati del mondo su pista

Mosca 2009 - Inseguimento a squadre Junior: vincitore
Mosca 2009 - Inseguimento individuale Junior: 3º
Apeldoorn 2011 - Scratch: ritirato
Apeldoorn 2011 - Americana: 10º
Melbourne 2012 - Scratch: 15º
Melbourne 2012 - Corsa a punti: ritirato
Minsk 2013 - Inseguimento individuale: 13º
Cali 2014 - Corsa a punti: 8º

### Competizioni europee
- Campionati europei su strada

Hooglede 2009 - Cronometro Junior: 30º
Goes 2012 - Cronometro Under-23: 46º
Goes 2012 - In linea Under-23: 31º
Nyon 2014 - In linea Under-23: 30º
Herning 2017 - In linea Elite: 15º
- Campionati europei su pista

Minsk 2009 - Inseguimento a squadre Junior: vincitore
Minsk 2009 - Inseguimento individuale Junior: 2º
Anadia 2011 - Omnium Under-23: 5º
Apeldoorn 2011 - Corsa a punti: 7º
Apeldoorn 2011 - Americana: 9º
Anadia 2012 - Inseguimento a squadre Under-23: vincitore
Anadia 2012 - Corsa a punti Under-23: 3º
Anadia 2012 - Americana Under-23: 7º
Panevėžys 2012 - Corsa a punti: ritirato
Anadia 2013 - Inseguimento a squadre Under-23: 6º
Anadia 2013 - Omnium Under-23: 4º
Anadia 2013 - Americana Under-23: 3º